# Crisis Core: Final Fantasy VII
Crisis Core: Final Fantasy VII (クライシス コア ファイナルファンタジーVII, Kuraishisu Koa -Fainaru Fantajī Sebun-) é um jogo de RPG eletrônico em tempo real  desenvolvido e publicado pela Square Enix exclusivamente para o PlayStation Portable. Lançado em 2007, ele serve como prequela de Final Fantasy VII e faz parte da subsérie Compilation of Final Fantasy VII, que inclui outras produções que se passam no mesmo universo do jogo original.
O jogo recebeu um remaster chamado Crisis Core: Final Fantasy VII Reunion, que foi lançado em 13 de dezembro de 2022 para Xbox One, Xbox Series, PlayStation 4, PlayStation 5, Nintendo Switch e Microsoft Windows.

## Sinopse
A história conta como Zack se tornou um SOLDIER de 1ª classe, sendo portanto um dos melhores combatentes da corporação Shinra Inc. Também é explorada a relação entre Zack e seu mentor Angeal, original portador da espada Buster Sword, e, consequentemente como ele acaba por obtê-la, também existe um pequeno romance no game, entre Zack e Aerith.

## Jogabilidade
O sistema de batalha é considerado inovador, sendo caracterizado como uma mistura de combate em tempo real unindo elementos de jogos de ação com de RPGs. O jogador pode mover Zack livremente pelo cenário e utilizar de ataques, habilidades especiais, magias, usar itens, bloquear e esquivar de ataques.